# Marcos Camozzato
Marcos Camozzato (né le 17 juin 1983 à Porto Alegre) est un footballeur brésilien qui évolue au poste de défenseur latéral droit.
Il a été sous contrat du 2 janvier 2006  au 30 juin 2010 avec le Standard de Liège, en Division 1 belge. Il y portait le maillot floqué du numéro 17. Après une arrivée fort silencieuse en compagnie de Fred et de Felipe Soares, il avait acquis un statut de titulaire indiscutable. En raison de la performance affichée par leur joueur depuis le début de la saison 2007-2008, le Standard de Liège avait levé l'option d'achat sur Marcos, lui proposant un contrat valant jusqu'en 2013.
Le 16 juin 2010, Marcos Camozzato signe au FC Bruges pour trois saisons plus une en option. Le transfert se fait dans le cadre d'un échange poste pour poste avec Laurent Ciman et une indemnisation financière en faveur du Standard.
Après un passage dans le club brésilien du AA Ponte Preta, il revient en Belgique et signe en faveur du KSV Roulers.  
Il prend sa retraite sportive en 2016 et devient agent de joueurs.

## Statistiques
| Saison    | Club                     | Pays     | Championnat           | Matchs | Buts |
| --------- | ------------------------ | -------- | --------------------- | ------ | ---- |
| 2004      | Sport Club Internacional | Brésil   | Campeonato Brasileiro | 1      | 0    |
| 2005      | SER Caxias               | Brésil   | Serie B               | 10     | 0    |
| 2006      | Sport Club Internacional | Brésil   | Campeonato Brasileiro | 3      | 0    |
| 2006/07   | Standard de Liège        | Belgique | Division 1            | 1      | 0    |
| 2007/08   | Standard de Liège        | Belgique | Division 1            | 32     | 1    |
| 2008/09   | Standard de Liège        | Belgique | Division 1            | 30     | 0    |
| 2009/10   | Standard de Liège        | Belgique | Division 1            | 32     | 0    |
| 2010/11   | FC Bruges                | Belgique | Division 1            |        |      |
| 2011/12   | FC Bruges                | Belgique | Division 1            |        |      |
| 2012-2013 | AA Ponte Preta           | Brésil   | Campeonato Brasileiro |        |      |
| 2013/14   | KSV Roulers              | Belgique | Division 2            |        |      |
| 2014/15   | KSV Roulers              | Belgique | Division 2            |        |      |

## Palmarès
- Champion de Belgique en 2009 avec le Standard de Liège
- Champion de Belgique en 2008 avec le Standard de Liège
- Vainqueur de la Supercoupe de Belgique en 2008 avec le Standard de Liège
- Vainqueur de la Supercoupe de Belgique en 2009 avec le Standard de Liège